# Utama
Utama és una pel·lícula dramàtica dirigida per Alejandro Loayza Grisi que es va estrenar en el Festival de Cinema de Sundance al gener de 2022 i es va estrenar als cinemes francesos al maig de 2022. Va ser seleccionada com l'entrada boliviana per als Premis Oscar de 2022 a la Millor Pel·lícula Internacional. S'ha subtitulat al català.

## Sinopsi

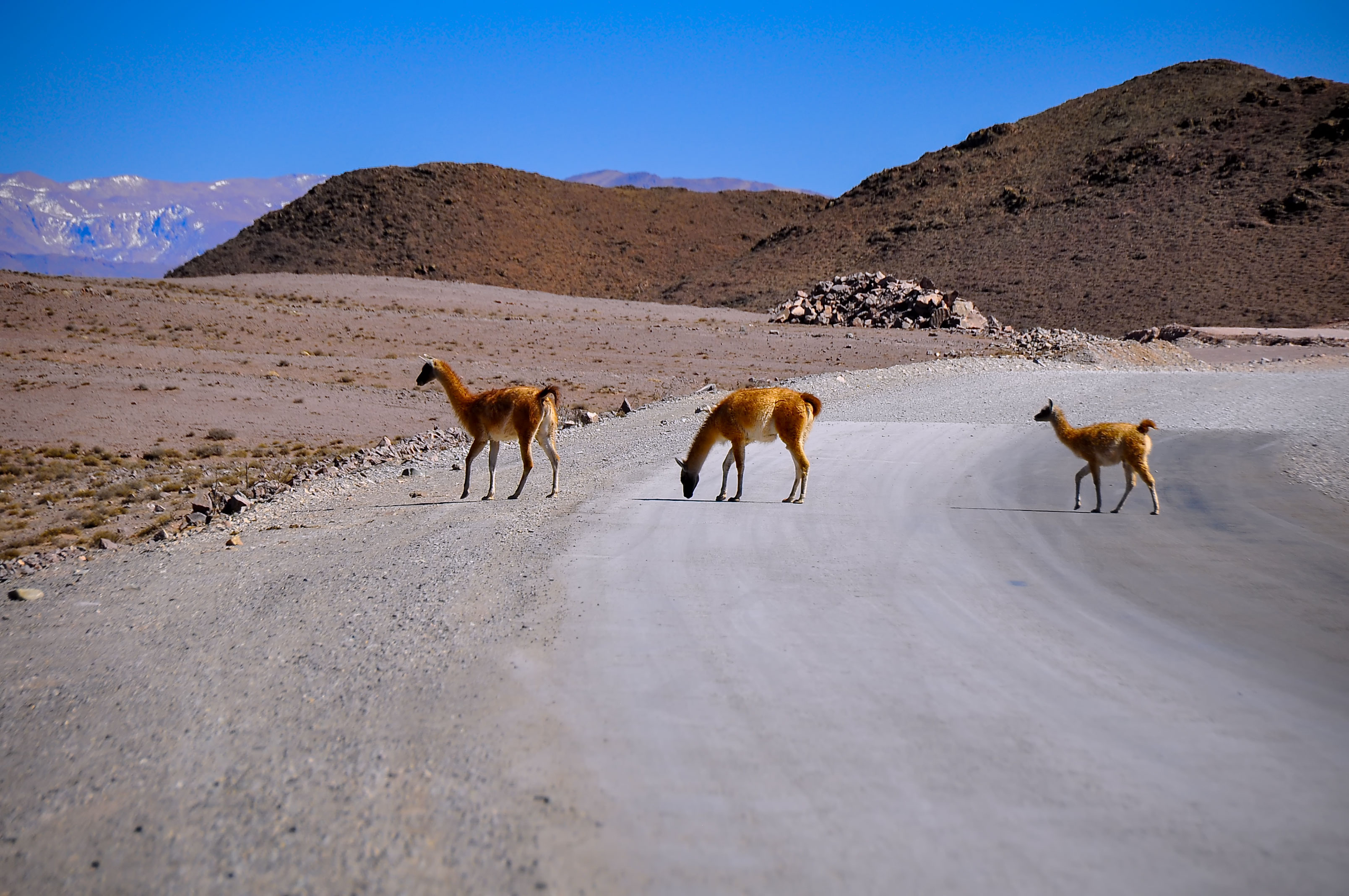
Virginio i Cisa viuen a l'Altiplà andí i estan ocupats amb coses com pasturar les seves llames.

Una anciana parella de quítxues parlants viu a l'Altiplà bolivià, les àrides terres altes dels Andes, i el malalt Virginio, sabent que està a punt de morir, passa els seus últims dies ocultant-li aquesta condició a la seva esposa Cisa. Una llarga vida en comú s'amaga darrere de la parella quítxua.
Junts estan ocupats amb tasques com fer pasturar a les seves llames. La seva casa està envoltada d'altes muntanyes. Virginio sovint mira al cel i espera que plogui. Com no plou i el pou del poble està buit, Cisa ha de caminar tots els dies fins al riu. Les dones dels pobles dels voltants també acudeixen en massa a l'última deu que queda.
Un dia reben la visita del seu net Clever, qui porta notícies de la ciutat. Ha de parlar-los en espanyol perquè no entenen el seu idioma. Clever vol que els seus avis facin les maletes i es mudin amb la família a la ciutat, on el malalt Virginio pot ser examinat i tractat.

## Llançament
Les primeres projeccions de la pel·lícula van tenir lloc el 22 de gener de 2022 al Festival de Cinema de Sundance. Es va estrenar als cinemes francesos l'11 de maig de 2022. A la fi de juny de 2022 es va projectar al Festival de Cinema de Múnic. La película se estrenó en los cines suizos el 23 de junio de 2022. A començament de juliol de 2022, la pel·lícula es va projectar al Festival Internacional de Cinema de Karlovy Vary en la secció Horizons i a finals de juliol de 2022 al Festival Internacional de Cinema New Horizons. Les actuacions en la Fira d'Art Cinematogràfic de Leipzig eren previstes per a setembre de 2022. A l'octubre de 2022 es va presentar al Festival Internacional de Cinema de Vancouver i al Festival Internacional de Cinema de Busan. La pel·lícula està programada per a arribar als cinemes alemanys al gener de 2023.

## Recepció crítica
En el lloc web de l'agregador de ressenyes Rotten Tomatoes, la pel·lícula té un ndex d'aprovació del 100% basat en 16 crítiques, amb un mitjana ponderada de 7.4/10.

## Premis
| Premi                                                   | Data                   | Categoria                                          | Receptor(s)                                                                   | Resultat  | Ref.          |
| ------------------------------------------------------- | ---------------------- | -------------------------------------------------- | ----------------------------------------------------------------------------- | --------- | ------------- |
| Festival de Cinema de Sundance                          | 30 de gener de 2022    | Gran Premi del Jurat de Cinema Mundial: Dramàtic   | Alejandro Loayza Grisi                                                        | Guanyador | [ 14 ]        |
| Festival de Màlaga                                      | 27 de març de 2022     | Bisnaga d'Or a la millor pel·lícula iberoamericana | Utama                                                                         | Guanyador | [ 15 ]        |
| Festival de Màlaga                                      | 27 de març de 2022     | Millor director                                    | Alejandro Loayza Grisi                                                        | Guanyador | [ 15 ]        |
| Festival de Màlaga                                      | 27 de març de 2022     | Premi Especial de la Crítica                       | Alejandro Loayza Grisi                                                        | Guanyador | [ 15 ]        |
| Festival de Màlaga                                      | 27 de març de 2022     | Millor música                                      | Cergio Prudencio                                                              | Guanyador | [ 15 ]        |
| Festival de Cinema de Sydney                            | 19 de juny de 2022     | Sydney Film Prize                                  | Utama                                                                         | Nominat   | [ 16 ] [ 17 ] |
| Festival de Cinema de Sydney                            | 19 de juny de 2022     | Premi Futur Sostenible                             | Alejandro Loayza Grisi, Santiago Loayza Grisi, Federico Moreira, Alpha Violet | Nominat   | [ 16 ] [ 17 ] |
| Festival Internacional de Cinema a Guadalajara          | 20 de juny de 2022     | Millor pel·lícula iberoamericana                   | Alejandro Loayza Grisi                                                        | Nominat   | [ 18 ]        |
| Festival Internacional de Cinema a Guadalajara          | 20 de juny de 2022     | Millor guió                                        | Alejandro Loayza Grisi                                                        | Guanyador | [ 19 ]        |
| Festival Internacional de Cinema a Guadalajara          | 20 de juny de 2022     | Millor opera prima                                 | Alejandro Loayza Grisi                                                        | Guanyador | [ 19 ]        |
| Festival Internacional de Cinema a Guadalajara          | 20 de juny de 2022     | Premi Jorge Cámara                                 | Alejandro Loayza Grisi                                                        | Guanyador | [ 19 ]        |
| Festival Internacional de Cinema de Pequín              | 20 d'agost de 2022     | Premi Tiantian                                     | Alejandro Loayza Grisi                                                        | Nominat   | [ 20 ]        |
| Festival Internacional de Cinema de Pequín              | 20 d'agost de 2022     | Millor actor secundari                             | Santos Choque                                                                 | Guanyador | [ 20 ]        |
| Festival Internacional de Cinema de Hong Kong           | 31 d'agost de 2022     | Premi Golden Firebird - Cinema Jove                | Utama                                                                         | Nominat   | [ 21 ]        |
| Film Fest Ghent                                         | 20 d'octubre de 2022   | Premi del Públic del Port del Mar del Nord         | Utama                                                                         | Nominat   | [ 22 ]        |
| Premis Cinematogràfics José María Forqué                | 17 de desembre de 2022 | Millor pel·lícula llatinoamericana                 | Utama                                                                         | Nominat   | [ 23 ] [ 24 ] |
| 27th International Film Festival of Kerala (IIFK) India | 16 de desembre de 2022 | Premi a la millor pel·lícula                       | Utama                                                                         | Guanyador | [ 25 ]        |
| Premis Goya                                             | 11 de febrer de 2023   | Millor pel·lícula iberoamericana                   | Utama                                                                         | Nominat   | [ 26 ]        |